# Викторов, Фёдор Фёдорович
Фёдор Фёдорович Викторов (7 октября 1920 — 16 августа 2007) — советский военачальник, генерал-лейтенант (1984).

## Биография
Родился в 1920 году в деревне Ржавец. Член КПСС.
С 1938 года — на военной службе, общественной и политической работе.
Участник Великой Отечественной войны: помощник командира 12-го гвардейского отдельного танкового полка прорыва 18-й армии 1-го Украинского фронта по технической части
После войны — на штабных и командных должностях в Советской Армии.
С 1969 по 1972 год — командующий 8-й гвардейской общевойсковой ордена Ленина армией.
С 1972 по 1975 год — начальник штаба Ленинградского военного округа.
Делегат XXIV съезда КПСС.
В отставке с 1987 года.
Активист ветеранских организаций Российской Федерации, кавалер ордена Дружбы (1995) за многолетнюю плодотворную работу по патриотическому воспитанию молодежи, социальной защите ветеранов и укреплению дружбы между народами.
Скончался 16 августа 2007 года на 87-м году жизни. Похоронен в городе Звенигороде Московской области.

## Воинские звания
- генерал-майор танковых войск (27.04.1962)
- генерал-лейтенант танковых войск (25.10.1967)
- генерал-лейтенант (26.04.1984)